# 波普勒鎮區 (明尼蘇達州卡斯縣)
波普勒鎮區（英語：Poplar Township）是一個位於美國明尼蘇達州卡斯縣的行政鎮區。

## 人口
根據2020年美國人口普查的數據，波普勒鎮區的面積為92.00平方千米，當中陸地面積為92.00平方千米，而水域面積為0.00平方千米。當地共有人口179人，而人口密度為每平方千米2人。